# Ivan Ilić (zongorista)
Ivan Ilić (Belgrád, 1978. augusztus 14. –) szerb származású, amerikai zongorista. Jelenleg Párizsban él.

## Élete
1978. augusztus 14-én született Belgrádban, az egykori Jugoszláviában.
A kaliforniai Berkeley Egyetemen szerzett diplomát, matematikából és zeneművészetből, miután jutalomként, ösztöndíjjal, Párizsban folytatta tanulmányait.
Felvételt nyert a nagyra becsült Conservatoire Supérieur de Paris-ba, ahol zongorajátékával Premier Prix díjban részesült. Végül a Párizsi Nemzeti Zeneiskolában (École Normale de Musique de Paris) tanult. Tanárai között volt, többek között: François-René Duchâble, Christian Ivaldi és Jacques Rouvier.

## Karrier
Ilić-et, elsősorban szólózongoristaként, francia zenei értelmezéseiért ismerik, főleg Claude Debussy művei által.
2008 októberében adta ki első európai lemezét, a franciaországi Paraty lemezkiadó gondozásában, ami 24 Debussy prelúdiumot tartalmaz, s amelyért megkapta a francia Mezzo televízió rangos elismerését a kritikusok díját (Critics Choice Award), valamint az amerikai Fanfare magazin és a francia Classique News honlap is az év öt legjobb lemeze közé sorolta.
Ilić átrendezte az albumon található prelúdiumok sorrendjét, amely sokat vitatott választásnak bizonyult, és amit több vele készült interjúban meg is védett.
Úgy döntött, hogy továbbra is a szóló repertoárra koncentrál. Lemezre rögzítette J.S.Bach, Händel, Haydn, Beethoven, Chopin, Schumann, Liszt, Brahms, Debussy, Ravel és Lucien Durosoir műveit.
Szólóestjeibe sűrűn beleépíti a kortárs zene különböző darabjait is. John Metcalf, Keeril Makan és Dmitri Tymoczko is azon zeneszerzők növekvő táborát képviselik, akik komponáltak már számára műveket.
Következő, hamarosan megjelenő lemeze 22 Chopin tanulmányt tartalmaz, Leopold Godowsky munkássága nyomán.
Ilić fellépett a New York-i Carnegie Hall hangversenyteremben, valamint a Weill Hall-ban, a Wigmore Hall-ban, Glenn Gould Studio-ban, és az írországi Nemzeti Hangversenyteremben.

## Filmszerepei, írásai
2010-ben Ilić színészként is bemutatkozott Luc Plissonneau rövidfilmjének főszerepében, amely az Izsák választása (Les Mains - Izak's Choice) címet viseli.
2011-ben egy újabb rövidfilmben tűnt fel Glenn Gould szerepében, a neves színész, Lou Castel oldalán A juhász (The sheperd) című alkotásban, Benoît Maire rendezésében.
Emellett írt zenei tanulmányt a Washington Times honlapjára.
2011 júniusától több kiadványa elérhetővé vált az IMSLP oldalon.

## Lemezei (kivonat)
- Ivan Ilić, pianiste - oeuvres de Brahms, Beethoven et Chopin, Mairie de Paris
- Elegance and Refinement - Baroque Suites, French Sweets, Magnatune[5]
- Fugitive Visions - Piano Masterworks by Chopin and Liszt, Magnatune
- Romantic - Powerful Miniatures by Schumann and Brahms, Magnatune
- Vitality and Virtuosity - Sonatas by Haydn and Beethoven, Magnatune
- Transcendental - Transcriptions by Brahms and Godowsky, Magnatune
- Debussy - Préludes pour piano, Livres 1 et 2, Paraty[6]
- Godowsky - 22 Chopin Studies, Paraty

## Külső hivatkozások
- Hivatalos honlap